# Nucula hanleyi
Nucula hanleyi ist eine Muschel-Art aus der Familie der Nussmuscheln (Nuculidae).

## Merkmale
Das gleichklappige, wenig aufgeblähte Gehäuse ist im Umriss dreieckig-eiförmig; die maximale Länge beträgt 18 Millimeter. Es ist länger als hoch, die Höhe erreicht etwa vier Fünftel der Länge. Der Wirbel liegt weit hinter der Mitte bei etwa 15 % vom Hinterende aus gesehen. Der vordere Dorsalrand ist sehr lang und mäßig konvex gewölbt, der hintere Dorsalrand ist nahezu gerade und fällt steil ab. Der Übergang vom Dorsalrand zum Ventralrand ist gewinkelt, der Übergang von vorderen Dorsalrand zum Ventralrand ist gut gerundet. Der Ventralrand ist mäßig tief gerundet. Die Lunula ist lanzettförmig mit nur schwach definierten Rändern und nur schwach erhaben. Die Area ist herzförmig, leicht vorstehend mit gut definierten Rändern, aber kaum erhaben.
Das Schloss bzw. Schlossplatte ist winklig abgeknickt und ist dadurch in einen vorderen und einen hinteren Teil gegliedert. Es besteht aus einer Reihe gleichförmiger Zähne und Zahngruben (taxodontes Schloss); vorne sind es 22 bis 27 Zähne, hinten 12 bis 14 Zähne. Die Zähne sind lang und zugespitzt, und sie ragen über die Spitze des Resilifer. Das interne, länglich-birnenförmige Ligament ist opisthodetisch und sitzt in einem gut ausgebildeten Resilifer. Ein weiteres, extern gelegenes, dünnes und kaum sichtbares Ligament befindet sich vor den Wirbeln.
Die Ornamentierung besteht aus zahlreichen, sehr feinen und eng stehenden, radialen Linien oder feinen Rippchen, die zum Rand hin deutlicher werden. Sie kreuzen sich mit konzentrischen Anwachsstreifen und etwas gröben Streifen von Wachstumsunterbrechungen. Der innere Gehäuserand ist gezähnelt, die feinen Zähnchen entsprechen den Enden der feinen radialen Rippchen. Das Periostracum ist glatt und hat eine seidig-matte Oberfläche. Es ist graugrün bis olivgrün gefärbt, manchmal auch dunkelbraun, und häufig kommen orangefarbene oder rote Striemen, purpurgraue Linien oder Bänder vor. Gelegentlich kommen auch dunklere konzentrische Bänder vor. Das Hinterende trägt oft auch Flecken von Manganablagerungen. Die feste Schale ist weißlich und weißgrau, innen perlmuttfarben.
Die Mantellinie ist ganzrandig ohne Einbuchtung. Die beiden Schließmuskeln sind eiförmig und etwa gleich groß. Die Muskeleindrücke in der Schale sind aber nicht deutlich ausgeprägt.

## Geographische Verbreitung und Lebensraum
Das Verbreitungsgebiet der Art reicht von der Isle of Man südwärts bis ins Mittelmeer. Sie lebt auf Feinsand bestehend aus Schalenbruchstücken und kommt von etwa 40 Meter Wassertiefe bis in etwa 90 Meter Tiefe vor.

## Taxonomie
Das Taxon wurde von Sylvanus Hanley in dem gemeinsamen Werk (zusammen mit Edward Forbes) A history of British Mollusca and their shells als Nucula radiata vorgeschlagen. Dieser Name ist durch Nucula radiata de Kay, 1843 präokkupiert und wurde 1931 durch Ronald Winckworth mit Nucula hanleyi ersetzt. Das World Register of Marine Species verzeichnet keine Synonyme.

## Belege

### Online
- Marine Bivalve Shells of the British Isles: Nucula hanleyi Winckworth, 1931 (Website des National Museum Wales, Department of Natural Sciences, Cardiff)